# Chříč
Chříč es una localidad del distrito de Pilsen Norte en la región de Pilsen, República Checa, con una población estimada a principio del año 2018 de 212 habitantes. 
Se encuentra ubicada al norte de la región, en la cuenca hidrográfica del río Berounka —un afluente izquierdo del río Moldava que, a su vez, lo es del Elba—, y cerca de la frontera con las regiones de Ústí nad Labem, Karlovy Vary y Bohemia Central.